# Sonargaon
Sonargaon è un sottodistretto (upazila) del Bangladesh situato nel distretto di Narayanganj, divisione di Dacca. Si estende su una superficie di 171,66 km² e conta una popolazione di 261.881 abitanti (dato censimento 1991).